# Evalljapyx anomobris
Evalljapyx anomobris är en urinsektsart som beskrevs av Smith 1960. Evalljapyx anomobris ingår i släktet Evalljapyx och familjen Japygidae. Inga underarter finns listade i Catalogue of Life.